# Kap Nun

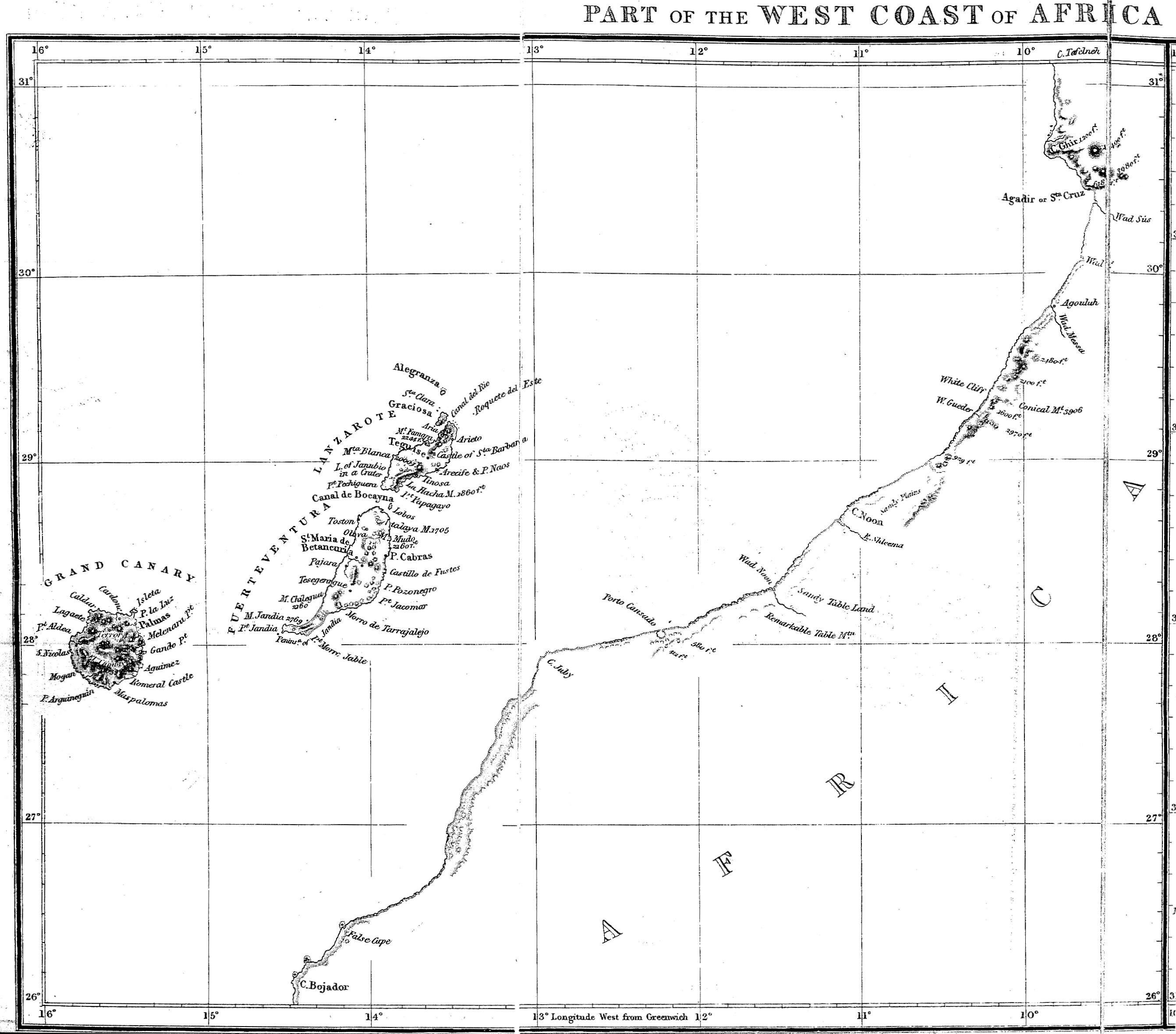
Teilabschnitt der westafrikanischen Küste mit Kap Nun (Karte von 1835)

Das Kap Nun (arabisch رأس شونار; portugiesisch Cabo de Não; französisch Cap de Noun) befindet sich an der marokkanischen Atlantikküste südlich von Agadir zwischen den Mündungen des Oued Noun und dem Oued Gueder.

## Geschichte und Legenden
Der Name des Kaps leitet sich von der mythischen Königin Nuna ab, die einst über das Hinterland des Kaps geherrscht habe. Es galt wegen seiner Steilküste und zahlreicher Untiefen als gefährlich und war bei den Seefahrern des ausgehenden Mittelalters gefürchtet: Hier, so die weitverbreitete Vorstellung, beginne nicht nur die unbewohnbare glühende Zone, sondern auch das Mare Tenebrarum (portugiesisch Mar Tenebroso; deutsch Meer der Finsternis), das zu flach und zu strömungsreich für die Schifffahrt sei, und wo das Wasser zu einer eingedickten Masse gerinne und riesige Magnetberge alles Eisen aus den Schiffen ziehen würden. Der Reim „Quem passa o Cabo de Não, ou tornero ou não“ („Wer das Kap Nun umfährt, kehrt zurück, oder auch nicht“) steckte in dieser Zeit in den Köpfen aller Seeleute.
Das Kap Nun wurde erstmals (angeblich) durch Portugiesen im Jahre 1416 kurz nach der portugiesischen Eroberung von Cëuta (welche am 21. August 1415 stattfand) umrundet. Schon bald zeigte die Erfahrung, dass der bisherige Glaube fehlerhaft gewesen war.
Nichts versinnbildlicht treffender die Ängste der mittelalterlichen Welt hinsichtlich der Bedrohungen, die den Menschen am Rande der Welt erwarten würden, als die Angst vor dem Hinausfahren hinter Kap Nun.